# Durch den Monsun
Durch den Monsun ist ein Rocksong der deutschen Band Tokio Hotel. Er erschien 2005 als Debütsingle der Gruppe.

## Entstehung und Veröffentlichung
Komposition und Produktion des Songs stammen von Patrick Benzner, Peter Hoffmann, David Jost und Dave Roth. Der Text wurde von Benzner, Jost, Bill Kaulitz und Roth geschrieben. Dieser bringt die Hoffnung auf ein gemeinsames Leben mit einer offenbar entfernten Geliebten zum Ausdruck. Im Refrain heißt es: „Und wenn ich nicht mehr kann, denk’ ich daran: Irgendwann laufen wir zusamm’n, weil uns einfach nichts mehr halten kann.“
Das Lied wurde im August 2005 als erste Single aus dem Debütalbum Schrei ausgekoppelt, das im September erschien. Im Mai 2007 wurde eine englischsprachige Version mit dem Titel Monsoon als Single veröffentlicht. Das Stück ist Teil der Alben Room 483 und Scream.
Im Oktober 2020 erschienen zum 15-jährigen Jubiläum Neuauflagen zu beiden Sprachversionen. Beide Titel erschienen als digitale Einzeltracks mit neuen Musikvideos. Monsoon war zudem auch Teil des Musikvideospiels Guitar Hero: World Tour und der europäischen Versionen der Spiele Guitar Hero: On Tour und Rock Band.

## Rezeption

### Preise
Durch den Monsun wurde bei den österreichischen Golden Penguin Awards als „Bester Song 2005“ ausgezeichnet und beim Amadeus Austrian Music Award 2006 für die „Single des Jahres international“ nominiert. Die englische Fassung wurde erstmals 2007 bei den MTV Europe Music Awards in München aufgeführt.
2007 wurde Durch den Monsun bei den Golden Penguin Awards in Österreich zur „Single des Jahres“ gewählt, während Monsoon in der Kategorie „Bestes Video“ bei den TMF Awards in Belgien gewann. Im folgenden Jahr gewann Monsoon den Titel „Bester Klingelton“ und wurde „Nummer 1 des Jahres“ bei den TRL Awards in Italien. Außerdem wurde er „Song des Jahres“ bei den Los Premios MTV Latinoamérica 2008 in Mexiko. Damit ist Tokio Hotel die erste deutsche Band, die dort eine Auszeichnung erhielt. Daneben wählte die niederländische Zeitschrift Hitkrant den Song zum „Best Mood Song“ und „Song that Stays in your Head“.

### Charts und Chartplatzierungen
Durch den Monsun stieg am 29. August 2005 auf Rang eins in die deutschen Singlecharts ein, wo es sich fünf Wochen halten konnte. Die Single platzierte sich bis zur Chartausgabe vom 13. Januar 2006 21 Wochen in den Top 100, zwölf Wochen davon in den Top 10. Am 30. Oktober 2009 konnte es sich nochmals eine Woche auf Rang 84 platzieren. Das Lied war für den Zeitraum von zwölf Wochen, zwischen dem 29. August und 17. November 2005, das erfolgreichste deutschsprachige Lied in den Charts. In Österreich avancierte Durch den Monsun ebenfalls zum Nummer-eins-Hit und in der Schweiz mit Rang fünf zum Top-10-Hit.
2005 platzierte sich das Lied in den Single-Jahrescharts aller drei Länder und erreichte dabei je den zweiten Rang hinter Schnappi, das kleine Krokodil in Deutschland und Österreich sowie Rang 25 in der Schweiz.
Darüber hinaus erreichte die Single Top-10-Platzierungen in Belgien-Flandern (Rang 6), Frankreich (Rang 8) und den Niederlanden (Rang 6).
| ChartsChartplatzierungen | Höchstplatzierung | Wochen |
| ------------------------ | ----------------- | ------ |
| Deutschland (GfK)        | 1 (22 Wo.)        | 22     |
| Österreich (Ö3)          | 1 (28 Wo.)        | 28     |
| Schweiz (IFPI)           | 5 (43 Wo.)        | 43     |

| ChartsJahrescharts (2005) | Platzierung |
| ------------------------- | ----------- |
| Deutschland (GfK)         | 2           |
| Österreich (Ö3)           | 2           |
| Schweiz (IFPI)            | 25          |

### Auszeichnungen für Musikverkäufe
| Land/Region        | Auszeichnungen für Musikverkäufe (Land/Region, Auszeichnung, Verkäufe) | Verkäufe |
| ------------------ | ---------------------------------------------------------------------- | -------- |
| Belgien (BRMA)     | Gold                                                                   | 25.000   |
| Deutschland (BVMI) | Platin                                                                 | 300.000  |
| Österreich (IFPI)  | Gold                                                                   | 15.000   |
| Insgesamt          | 2× Gold · 1× Platin ·                                                  | 340.000  |

## Coverversion
2023 veröffentlichte das deutsche DJ-Duo Vize zusammen mit Niklas Dee und der Sängerin Leony eine englischsprachige Version mit dem Titel Monsoon.